# 刘如军
刘如军（1951年—），河北大名人，汉族，中华人民共和国政治人物、第十一届全国人民代表大会河北地区代表。
毕业于北京钢铁学院冶金系炼铁专业。加入中共，担任邯郸钢铁董事长。2008年起担任全国人大代表。